# Funiculì, Funiculà
A Funiculì, Funiculà egy híres ének, melynek szövegét egy nápolyi olasz újságíró, Peppino Turco írta – eredeti nápolyi nyelven –, a zenéjét pedig Luigi Denza komponálta 1880-ban. Az ének a Vezúvra felvezető siklóvasút (funicolare) átadása alkalmából született. A dal először a Quisisana Hotelben hangzott el, majd még ugyanabban az évben Turco és Denza Nápolyban, Piedigrotta fesztiválon újból előadta. 
Hat évvel később Richard Strauss egy itáliai utazása alkalmával hallotta a dalt, és mivel nagyon megtetszett neki, belefoglalta a „Aus Italien” szimfóniájába, mivel azt hitte, hogy egy olasz népdalról van szó. Mikor Denza tudomására jutott, hogy engedélye nélkül használta fel Strauss a dalt, beperelte. A bíróság Denza javára döntött és Strausst jogdíj fizetésre kötelezte, ami azt jelentette, hogy akárhányszor kerül színpadra az „Aus Italien” a bevétel egy része Denzát illette meg.
Érdekesség, hogy míg a dalt Nápoly környékén az eredeti nápolyi dalszöveggel éneklik, addig a világ a megannyi híres előadó által előnyben részesített, olasz nyelven ismerhette meg.

## Az eredeti nápolyi szöveg
Aieressera, oì nè, me ne sagliette,

tu saie addò?

Addò 'stu core 'ngrato cchiù dispietto farme nun pò!

Addò lo fuoco coce, ma si fuie

te lassa sta!

E nun te corre appriesso, nun te struie, 'ncielo a guardà!…

Jammo 'ncoppa, jammo jà,

funiculì, funiculà!

Nè… jammo da la terra a la montagna! no passo nc'è!

Se vede Francia, Proceta e la Spagna…

Io veco a tte!

Tirato co la fune, ditto 'nfatto,

'ncielo se va..

Se va comm' 'à lu viento a l'intrasatto, guè, saglie sà!

Jammo 'ncoppa, jammo jà,

funiculì, funiculà!

Se n' 'è sagliuta, oì nè, se n' 'è sagliuta la capa già!

È gghiuta, pò è turnata, pò è venuta…

sta sempe ccà!

La capa vota, vota, attuorno, attuorno,

attuorno a tte!

Sto core canta sempe

nu taluorno

Sposammo, oì nè!

Jammo 'ncoppa, jammo jà,

funiculì, funiculà!

## Fordítás
Ez a szócikk részben vagy egészben  a   Funiculì, Funiculà című angol Wikipédia-szócikk ezen változatának fordításán alapul.  Az eredeti cikk szerkesztőit annak laptörténete sorolja fel. Ez a jelzés csupán a megfogalmazás eredetét és a szerzői jogokat jelzi, nem szolgál a cikkben szereplő információk forrásmegjelöléseként.

## Külső hivatkozások
- Luciano Pavarotti & Aqua - Funiculi Funicula (You Tube)
- Funiculì, Funiculà nápolyi nyelven, Sergio Bruni (You Tube)